# Sponzor projektu
Sponzor projektu (angl. Project sponsor) je jedna z projektových rolí při projektovém řízení. Sponzorem projektu je výše postavená osoba organizace, často člen představenstva. Je-li projekt zajišťován dodavatelským způsobem externí organizací, je sponzor zastoupen stranou zákazníka (nebo má na zákazníka významný vliv). Hlavním cílem a úkolem sponzora je zastřešovat a obhajovat projekt, sponzor je ale taktéž odpovědný za úspěch projektu.
Na menších projektech může být sponzor současně projektový manažer. Většinou je však sponzor nadřízený projektového manažera (přímo nebo projektově). Čím rozsáhlejší je projekt a čím větší má dopad na organizaci, tím je důležitější vliv a postavení sponzora.
Sponzor nebývá zahrnut do detailů projektu; důležitá je schopnost komunikovat s výše postavenými osobami organizace jejich jazykem s důrazem na přínosy projektu.
Každý sponzor je schopen ovlivňovat více či méně jen určitou část organizace. Proto projekt mívá často i více než jednoho sponzora, nezřídka dochází k výměnám osob v rolích sponzorů.

## Hlavní zodpovědnosti
- Iniciace projektu
- Obhajoba projektu interně i externě
- Zajišťování prostředků (rozpočtu) pro projekt
- Eskalace problémů nad úroveň běžně dostupnou projektovému manažerovi
- Podpora projektového manažera